# دو لکه ابر
دو لکه ابر فیلمی به کارگردانی مهرشاد کارخانی و تهیه‌کنندگی مجید عباسی محصول سال ۱۳۹۴ کشور ایران است.

## بازیگران
- امید علومی
- نیوشا مدبر بازیگر نقش «مروا»
- نیما رئیسی
- شهین تسلیمی
- افشین سنگ‌چاپ
- آشا محرابی
- عسل هاشمی